# Société entomologique de France
Société entomologique de France ("Franska entomologiska sällskapet") ägnar sig åt entomologi, studiet av insekter. Sällskapet bildades 1832 i Paris, Frankrike.
Sällskapet grundades av 18 parisiska entomologer den 31 januari 1832. Dess förste (heders)president var Pierre André Latreille (1762-1833) som valdes enhälligt och fastställde sällskapets mål till att bidra till och driva på utvecklingen av  entomologin ur alla dess aspekter. Sällskapets huvudpublikationer är Bulletin de la Société Entomologique de France, Annales de la Société Entomologique de France och, i några få år, L'Entomologiste, Revue d'Amateurs. Biblioteket innehållar 15 000 volymer och 1500 titlar på äldre eller nutida litteratur.